# علی خمیس
علی خمیس (انگلیسی: Ali Khamis؛ زادهٔ ۳۰ ژوئن ۱۹۹۵) دونده سرعت و دو با مانع اهل بحرین است.